# 浜松市立南部中学校
浜松市立南部中学校 （はままつしりつ なんぶちゅうがっこう）は、静岡県浜松市中央区竜禅寺町にある公立中学校。

## 概要
浜松市立南部中学校は創立75年となる浜松市内でも伝統ある学校。運動部においては、陸上部・水泳部が全国中学校体育大会に出場している。文化部においては、吹奏楽部が強豪で、東海吹奏楽コンクールに13回出場(1999年、2018年金賞受賞)、中部日本吹奏楽コンクールに8回出場、日本管楽合奏コンテストにおいては全国大会に出場(2019年)の他、小学校や地域の依頼演奏、定期演奏会を開催している。また、美術部も全国規模のコンクールで、数々の名誉ある賞を受賞している。

## 沿革
- 1947年4月1日 - 設置認可、創設
- 1962年3月6日 - 北校舎が完成
- 1970年5月20日 - 南校舎が完成
- 1971年3月18日 - 体育館が完成
- 1989年8月31日 - プール改築工事を実行

## 通学区域
全域が中央区内
竜禅寺小学校区
- 龍禅寺町
- 寺島町
- 北寺島町
- 楊子町（雇用促進住宅）

双葉小学校区
- 砂山町

白脇小学校区
- 瓜内町
- 寺脇町
- 福塚町
- 中田島町（馬込川以北）
- 白羽町（国道1号線以北）
- 三島町（1841～1852番地（旧領家町）を除く）
- 楊子町（雇用促進住宅を除く）

## アクセス
- 遠鉄バス中田島線 ｢南中前｣停留所から、徒歩1分

## 著名卒業生
- 和田拓三 - プロサッカー選手
- 仲道郁代 - ピアニスト
- 仲道祐子 - ピアニスト
- 袴田裕太郎 - プロサッカー選手